# Vignolles
Vignolles is een gemeente in het Franse departement Charente (regio Nouvelle-Aquitaine) en telt 204 inwoners (2004). De plaats maakt deel uit van het arrondissement Cognac.

## Geografie
De oppervlakte van Vignolles bedraagt 8,6 km², de bevolkingsdichtheid is 23,7 inwoners per km².
De onderstaande kaart toont de ligging van Vignolles met de belangrijkste infrastructuur en aangrenzende gemeenten.

## Demografie
Onderstaande figuur toont het verloop van het inwonertal (bron: INSEE-tellingen).